# Amna Al Qubaisi
Amna Al Qubaisi (Washington, Estados Unidos; 28 de marzo de 2000) es una piloto de automovilismo emiratí nacida en Estados Unidos. En 2018, se convirtió en la primera mujer proveniente del Medio Oriente en participar en un programa de prueba de automovilismo en la Fórmula E en el ePrix de Al-Diriyah en Arabia Saudita.
Ha competido en diversos campeonatos de monoplazas, principalmente de Fórmula 4 y Fórmula Regional. Es la hermana mayor de la también piloto Hamda Al Qubaisi.

## Carrera deportiva

### Inicios
Amna comenzó su carrera en karting en 2014 a la edad de catorce años. Fue la primera mujer árabe en participar en las finales mundiales del Rotax Max Challenge. Dos años más tarde, comenzó a competir internacionalmente y obtuvo resultados entre los 10 primeros. En 2017, fue la primera chica árabe en ganar el Campeonato EAU RMC. También fue la primera mujer patrocinada por Kaspersky Lab. Fue la primera mujer en ser seleccionada por la ATCUAE para representar a los EAU en el Programa de la Academia de Jóvenes Conductores de GCC, el cual ganó.
Amna y su hermana Hamda participaron en la X30 Euro Series en Wackersdorf con Team Driver. Era la primera vez que Amna conducía en Wackersdorf y ha mostrado un gran ritmo estando entre los cinco primeros en una de sus eliminatorias. Amna terminó en el puesto 16 de la general entre 54 pilotos y también fue la única mujer en llegar a la final.
Amna también participó en el Campeonato Italiano X30 en Adria por primera vez. Corrió en el decimoquinto hasta que su motor falló. Sin embargo, estuvo entre los 20 primeros con solo 0,2 segundos del tiempo más rápido.

### Fórmula 4
Amna compitió en el Campeonato de Italia de Fórmula 4 de 2018 con el equipo ganador del campeonato Prema Theodore Racing. Compitió en seis de las siete rondas, y su puesto más alto en una carrera fue el 12.º. También participó la temporada siguiente, terminando en el puesto 31 sin puntos.

### Fórmula E
Amna fue una de las 9 mujeres que pilotearon en una sesión de prueba el domingo 16 de diciembre de 2018, tras la primera ronda de la temporada 2018-19 de Fórmula E en el Al-Diriyah ePrix, realizada en un circuito callejero en Diriyah, Arabia Saudí. Condujo para el equipo Virgin Racing en un Audi, como parte de una iniciativa por la Comisión por las Mujeres en Deportes Motor de la FIA.

### W Series y Fórmula Regional
Al Qubaisi quería participar en la selección de la W Series, campeonato exclusivo para mujeres, para 2019, pero no pudo asistir porque la fecha interfería con sus obligaciones escolares. Por otro lado, ella ocupó el lugar de su hermana Hamda para la ronda de Barcelona y Mugello, esto con el equipo italiano Prema Racing, en el Campeonato de Fórmula Regional Europea de 2022.

### F1 Academy
En 2023 y 2024, Amna compitió en F1 Academy, también exclusivo para mujeres, logrando ser sexta en la primera temporada con dos victorias. Fue compañera de su hermana Hamda Al Qubaisi y de Emely De Heus en MP Motorsport.Al año siguiente, siguiendo en MP, representó al equipo RB Formula One Team.

## Vida personal
Amna es hija de Khaled Al Qubaisi, quien también es un piloto que hizo historia para el UAE al ser el primer emiratí en competir en la legendaria carrera de las 24 Horas de Le Mans. Amna, por su parte, hizo historia por ser la primera mujer emiratí en participar en automovilismo con Daman Speed Academy y competir internacionalmente. Amna es hermana de Hamda Al Qubaisi, con quien ha piloteado en pruebas de karting. Amna atiende la Universidad de París Sorbonne. Amna fue nominada como una de las "mejores 10 mujeres de Medio Oriente que la rompieron en 2017".

## Resumen de carrera
| Temporada | Categoría                                                 | Equipo                            | Carreras | Victorias | Poles | VR | Podios | Puntos | Pos. |
| --------- | --------------------------------------------------------- | --------------------------------- | -------- | --------- | ----- | -- | ------ | ------ | ---- |
| 2016-17   | Campeonato de EAU de Fórmula 4                            | Abu Dhabi Racing                  | 0        | 0         | 0     | 0  | 0      | 0      | NC   |
| 2018      | Campeonato de Italia de Fórmula 4                         | Prema Theodore Racing             | 18       | 0         | 0     | 0  | 0      | 0      | 34.ª |
| 2019      | Campeonato de Italia de Fórmula 4                         | Abu Dhabi Racing by Prema         | 21       | 0         | 0     | 0  | 0      | 0      | 31.ª |
| 2019      | Campeonato de EAU de Fórmula 4 - Ronda Trofeo             | Abu Dhabi Racing                  | 2        | 1         | 1     | 0  | 1      | N/A    | NC   |
| 2021      | Campeonato Asiático de F3                                 | Abu Dhabi Racing by Prema         | 15       | 0         | 0     | 0  | 0      | 0      | 24.ª |
| 2022      | Campeonato de Fórmula Regional Asiática                   | Abu Dhabi Racing by Prema         | 14       | 0         | 0     | 0  | 0      | 1      | 26.ª |
| 2022      | Spezial Tourenwagen Trophy                                | Giti Tire Motorsport By WS Racing | ?        | ?         | ?     | ?  | ?      | ?      | ?    |
| 2022      | Campeonato de Fórmula Regional Europea                    | Prema Racing                      | 4        | 0         | 0     | 0  | 0      | 0      | NC†  |
| 2023      | Fórmula Winter Series                                     | GRS Team                          | 2        | 0         | 0     | 0  | 0      | 0      | NC   |
| 2023      | F1 Academy                                                | MP Motorsport                     | 21       | 2         | 0     | 2  | 4      | 117    | 6.ª  |
| 2023      | Campeonato de EAU de Fórmula 4 - Ronda Trofeo             | MP Motorsport                     | 2        | 0         | 0     | 0  | 0      | N/A    | NC   |
| 2023      | Campeonato de Arabia Saudita de Fórmula 4 - Evento Trofeo | Altawkilat Meritus.GP             | 4        | 0         | 0     | 0  | 1      | N/A    | NC   |
| 2024      | Campeonato de Arabia Saudita de Fórmula 4                 | Altawkilat Meritus.GP             | 17       | 0         | 0     | 1  | 1      | 56.5   | 10.ª |
| 2024      | F1 Academy                                                | MP Motorsport                     | 14       | 0         | 0     | 0  | 0      | 16     | 15.ª |
| Fuente:   |                                                           |                                   |          |           |       |    |        |        |      |

## Resultados

### Campeonato de Fórmula Regional Europea
(Clave) (negrita indica pole position) (cursiva indica vuelta rápida)

| Año  | Equipo       | 1   | 1   | 2   | 2   | 3   | 3   | 4   | 4   | 5   | 5   | 6   | 6   | 7   | 7   | 8   | 8   | 9   | 9   | 10  | 10  | Pos. | Puntos |
| ---- | ------------ | --- | --- | --- | --- | --- | --- | --- | --- | --- | --- | --- | --- | --- | --- | --- | --- | --- | --- | --- | --- | ---- | ------ |
| 2022 | Prema Racing | MNZ | MNZ | IMO | IMO | MON | MON | LEC | LEC | ZAN | ZAN | BUD | BUD | SPA | SPA | SPI | SPI | BAR | BAR | MUG | MUG | NC†  | 0      |
| 2022 | Prema Racing |     |     |     |     |     |     |     |     |     |     |     |     |     |     |     |     | Ret | 31  | Ret | Ret | NC†  | 0      |